# Laomedon van Mytilene
Laomedon (Grieks: Λαομέδων ὁ Μυτιληναῖος) was een inheemse bewoner van Mytilene en de zoon van Larichus. Hij was een van Alexander de Grotes generaals en lijkt een vertrouwenspersoon van hem geweest te zijn, zelfs nog voor de dood van Philippus II, want hij was een van degenen die verbannen waren door de koning (samen met zijn broer Erigyius, Ptolemaeus, Nearchus en anderen) omdat ze meededen met de intriges van de jonge prins.
Na de dood van Philippus in 336 v.Chr. werd Laomedon, samen met de anderen die geleden hadden onder zijn bewind, door Alexander in de hoogste eer gehouden: hij mocht met hem meegaan naar Azië waar hij de leiding kreeg over de gevangenen, omdat hij goed Perzisch kon spreken. Hoewel zijn naam niet meer vernoemd werd in de oorlogen van Alexander, kreeg hij een van de belangrijkste provincies na de dood van Alexander (323 v.Chr.): Syrië.
Hij kon Syrië nog steeds behouden in de tweede rijksdeling te Triparadisus in 321 voor Christus, maar het duurde niet lang voor de provincies Fenicië en Coele-Syrië zijn buur Ptolemaeus begonnen te interesseren. De Egyptische koning wilde Laomedon eerst een grote som geld geven om zijn rijk af te staan.  Toen Laomedon dit echter verwierp, zond hij Nicanor met een leger om Syrië binnen te vallen.
Laomedon kon bijna geen weerstand bieden. Hij werd gevangengenomen door Nicanor en naar Egypte gestuurd. Maar hij kon ontsnappen en zich bij Alcetas in Pisidië aansluiten. Het is waarschijnlijk dat Laomedon deelnam aan de daaropvolgende strijd van Alcetas, Attalus en de andere overlevende aanhangers van Perdikkas tegen Antigonos, en werd samen met hen ten val gebracht door de eenogige generaal in 320 voor Christus, maar zijn eigen lot wordt niet vermeld.